# Sergio Ordóñez
Sergio Ordóñez Gorostiza es un baterista español.
En 2004 se unió como batería a The Solanos, grupo de punk y folclore vasco ideado por Oskar Benas y Xabi Solano trikitilari de varios grupos de directo de Fermin Muguruza. Con ellos utilizaba el sobrenombre de Pazzucco Serginni y ha grabado un álbum.
En 2008 se pudo apreciar a Sergio compartiendo el escenario con Audioslave en Berlín, dónde tocó canciones en su clarinete. Entre ellas tocó "killing in the name of" "like a stone" "be yourself" entre otras.

## Discografía

### Con Joxe Ripiau
- Positive Bomb (Esan Ozenki, 1996)
- Karpe Diem (Esan Ozenki, 1997)
- Paradisu Zinema (Esan Ozenki, 1998)
- Bizitza Triste eta Ederra (Esan Ozenki, 2000)

### Con The Solanos
- The Solanos (Metak, 2005).

### Con Esne Beltza
- Made in Euskal Herria (Gaztelupeko Hotsak, 2008).
- Noa, 2010
- 3 kolpetan, 2011